# You'll Never See...
You'll Never See... är death metal-bandet Graves andra fullängdsalbum och utgavs av Century Media i maj 1992. Liksom debuten spelades detta album in i Sunlight Studios i Stockholm och producerades av bandet tillsammans med Tomas Skogsberg. Basisten Jonas Torndal hade lämnat bandet vilket ledde till att sångaren och gitarristen Jörgen Sandström också tog över basen vid denna inspelning. You'll Never See... återutgavs 2000 i en upplaga tillsammans med de sex spåren från 1993 års EP ...And Here I Die... Satisfied.

## Låtlista
1. "You'll Never See"  – 5:10
2. "Now and Forever"  – 4:18
3. "Morbid Way to Die"  – 4:47
4. "Obsessed"  – 3:51
5. "Grief"  – 4:53
6. "Severing Flesh"  – 5:15
7. "Brutally Deceased"  – 3:59
8. "Christi(ns)anity"  – 4:44

### Extra spår på återutgivningen 2000
1. "And Here I Die" – 4:09
2. "I Need You" – 4:31
3. "Black Dawn" – 3:27
4. "Tremendous Pain" – 3:27
5. "Day of Mourning" – 3:32
6. "Inhuman" – 3:39

## Banduppsättning
- Jörgen Sandström - gitarr, sång, bas
- Ola Lindgren - gitarr, bakgrundssång
- Jens "Jensa" Paulsson - trummor